# Colpochila sodalis
Colpochila sodalis är en skalbaggsart som beskrevs av Britton 1986. Colpochila sodalis ingår i släktet Colpochila och familjen Melolonthidae. Inga underarter finns listade i Catalogue of Life.